# Świat Szkła
Świat Szkła – czasopismo budowlane, dotyczące branży szklarsko-okiennej, przeznaczone głównie dla fachowców. Wydawany od 1996 roku. Początkowo kwartalnik, obecnie miesięcznik. Wydawcą jest Euro-Media Sp. z o.o.
W piśmie opisywane są:
- metody produkcji i obróbki szkła,
- przykłady zastosowania,
- wyniki badań laboratoryjnych,
- sprawozdania z fachowych konferencji i wystaw.

Część artykułów jest tłumaczona z niemieckiego pisma o podobnym profilu Glaswelt, z którym Świat Szkła współpracuje.